# Radek Látal
Radek Látal (16 dicembre 1997) è un calciatore ceco, centrocampista del Prostějov.

## Caratteristiche tecniche
È un esterno destro.

## Carriera
Cresciuto nel settore giovanile del Sigma Olomouc, debutta in prima squadra il 28 aprile 2017 giocando l'incontro di seconda divisione ceca vinto 2-0 contro il Baník Sokolov; nel 2017 viene ceduto in prestito per una stagione al Pardubice mentre nei primi sei mesi della stagione 2018-2019 viene prestato al Vyškov in terza divisione.
Confermato in prima squadra a partire dalla stagione 2019-2020, fa il suo esordio in 1. liga il 20 luglio giocando il match vinto 1-0 contro il Fastav Zlín.

## Statistiche
Statistiche aggiornate al 7 febbraio 2021.

### Presenze e reti nei club
| Stagione        | Squadra         | Campionato      | Campionato | Campionato | Coppe nazionali | Coppe nazionali | Coppe nazionali | Coppe continentali | Coppe continentali | Coppe continentali | Altre coppe | Altre coppe | Altre coppe | Totale | Totale | Totale |
| Stagione        | Squadra         | Comp            | Pres       | Reti       | Comp            | Pres            | Reti            | Comp               | Pres               | Reti               | Comp        | Pres        | Reti        | Pres   | Reti   |        |
| --------------- | --------------- | --------------- | ---------- | ---------- | --------------- | --------------- | --------------- | ------------------ | ------------------ | ------------------ | ----------- | ----------- | ----------- | ------ | ------ | ------ |
| 2015-2016       | Sigma Olomouc B | FNL             | 3          | 0          |                 | -               | -               |                    | -                  | -                  |             | -           | -           | 3      | 0      |        |
| 2016-2017       | Sigma Olomouc B | MSFL            | 24         | 3          |                 | -               | -               |                    | -                  | -                  |             | -           | -           | 24     | 3      |        |
| 2016-2017       | Sigma Olomouc   | FNL             | 1          | 0          | CR              | 0               | 0               |                    | -                  | -                  |             | -           | -           | 1      | 0      |        |
| 2017-2018       | Pardubice       | FNL             | 10         | 0          | CR              | 2               | 0               |                    | -                  | -                  |             | -           | -           | 12     | 0      |        |
| 2018-gen. 2019  | Vyškov          | MSFL            | 14         | 0          | CR              | 2               | 0               |                    | -                  | -                  |             | -           | -           | 16     | 0      |        |
| gen.-giu. 2019  | Sigma Olomouc   | 1L              | 0          | 0          | CR              | 0               | 0               |                    | -                  | -                  |             | -           | -           | 0      | 0      |        |
| 2019-2020       | Sigma Olomouc B | MSFL            | 10         | 0          |                 | -               | -               |                    | -                  | -                  |             | -           | -           | 10     | 0      |        |
| 2020-2021       | Sigma Olomouc B | MSFL            | 3          | 0          |                 | -               | -               |                    | -                  | -                  |             | -           | -           | 3      | 0      |        |
| 2019-2020       | Sigma Olomouc   | 1L              | 10         | 0          | CR              | 4               | 0               |                    | -                  | -                  |             | -           | -           | 14     | 0      |        |
| 2020-2021       | Sigma Olomouc   | 1L              | 15         | 0          | CR              | 0               | 0               |                    | -                  | -                  |             | -           | -           | 15     | 0      |        |
| Totale carriera | Totale carriera | Totale carriera | 90         | 3          |                 | 8               | 0               |                    | -                  | -                  |             | -           | -           | 101    | 3      |        |